# Phaffans

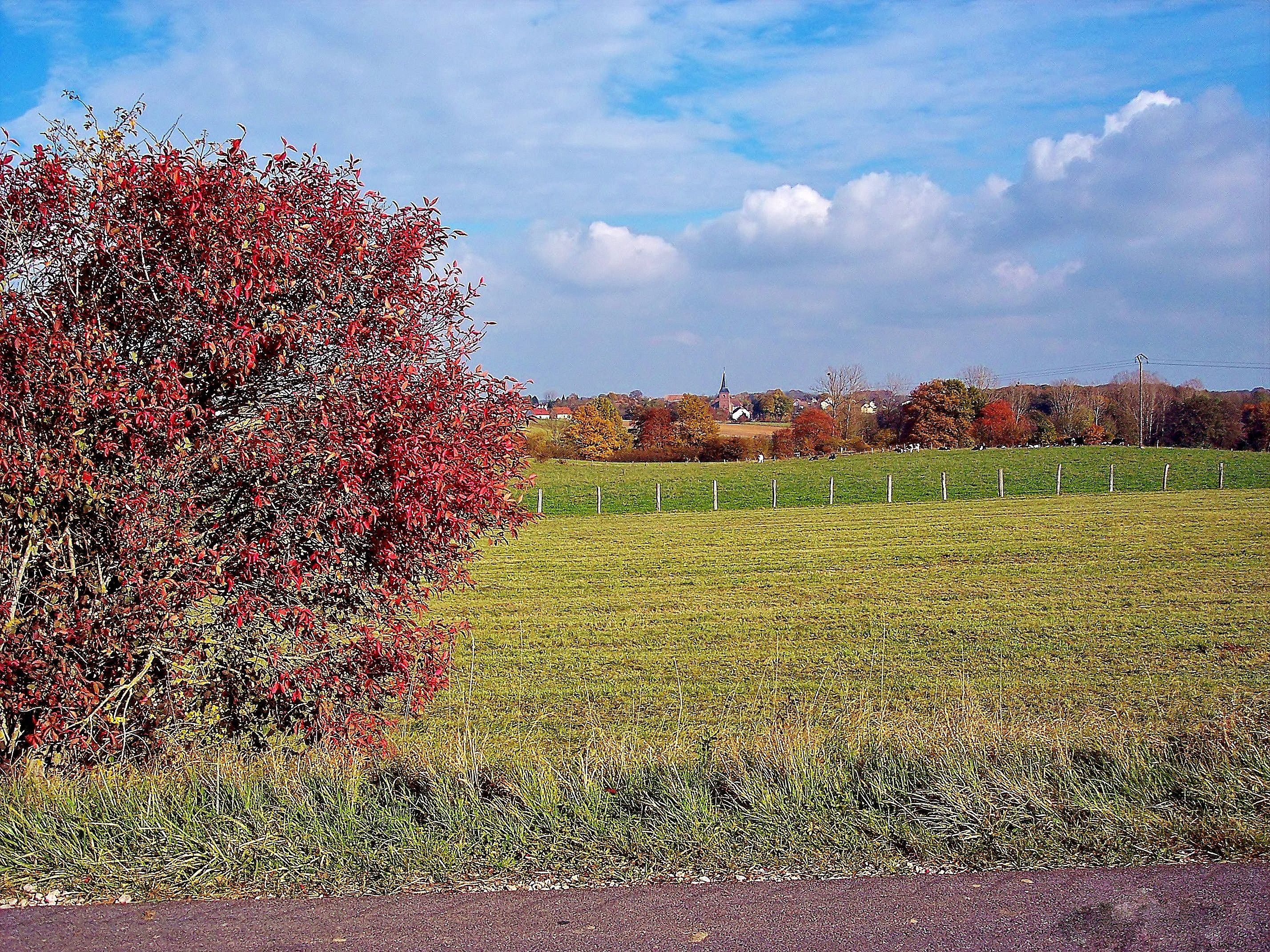
Panorama sur le village de Phaffans

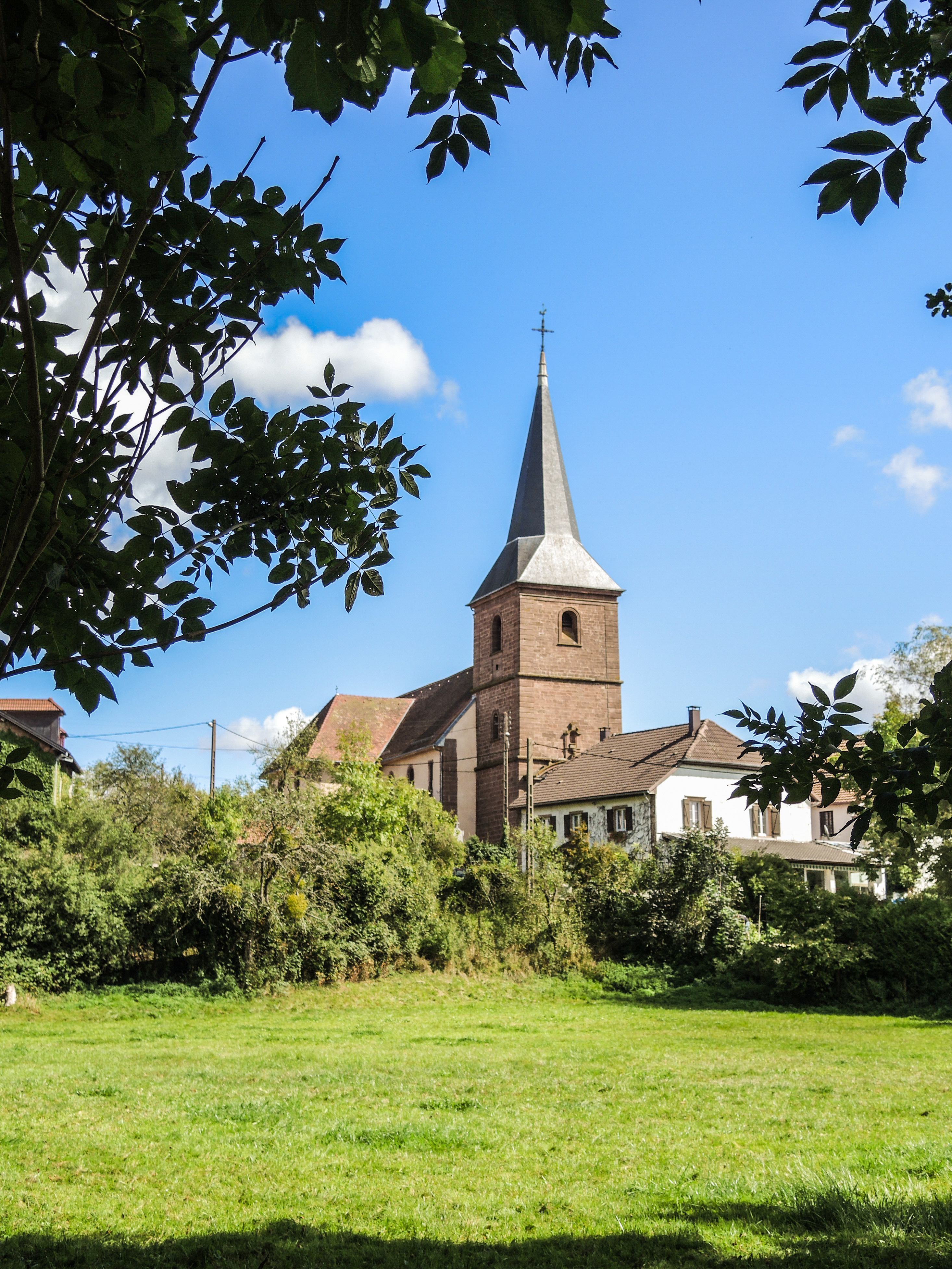
Eglise et village, vus du fond de la combe.

Phaffans est une commune française située dans le département du Territoire de Belfort, la région culturelle et historique de Franche-Comté et la région administrative Bourgogne-Franche-Comté. 
Ses habitants sont appelés les Phaffanais.

## Géographie

### Climat
Pour des articles plus généraux, voir Climat de la Bourgogne-Franche-Comté et Climat du Territoire de Belfort.
En 2010, le climat de la commune est de type climat des marges montargnardes, selon une étude du Centre national de la recherche scientifique s'appuyant sur une série de données couvrant la période 1971-2000. En 2020, Météo-France publie une typologie des climats de la France métropolitaine dans laquelle la commune est exposée à un climat semi-continental et est dans la région climatique  Vosges, caractérisée par une pluviométrie très élevée (1 500 à 2 000 mm/an) en toutes saisons et un hiver rude (moins de 1 °C). 
Pour la période 1971-2000, la température annuelle moyenne est de 9,8 °C, avec une amplitude thermique annuelle de 17,4 °C. Le cumul annuel moyen de précipitations est de 1 120 mm, avec 10,8 jours de précipitations en janvier et 10,2 jours en juillet. Pour la période 1991-2020, la température moyenne annuelle observée sur la station météorologique de Météo-France la plus proche, « Felon_sapc », sur la commune de Felon à 6 km à vol d'oiseau, est de 10,3 °C et le cumul annuel moyen de précipitations est de 1 056,1 mm. 
La température maximale relevée sur cette station est de 38 °C, atteinte le 7 août 2015 ; la température minimale est de −19,3 °C, atteinte le 20 décembre 2009,,. 
Les paramètres climatiques de la commune ont été estimés pour le milieu du siècle (2041-2070) selon différents scénarios d'émission de gaz à effet de serre à partir des nouvelles projections climatiques de référence DRIAS-2020. Ils sont consultables sur un site dédié publié par Météo-France en novembre 2022.

## Urbanisme

### Typologie
Au 1er janvier 2024, Phaffans est catégorisée bourg rural, selon la nouvelle grille communale de densité à sept niveaux définie par l'Insee en 2022.
Elle est située hors unité urbaine. Par ailleurs la commune fait partie de l'aire d'attraction de Belfort, dont elle est une commune de la couronne,. Cette aire, qui regroupe 91 communes, est catégorisée dans les aires de 50 000 à moins de 200 000 habitants,.

### Occupation des sols
L'occupation des sols de la commune, telle qu'elle ressort de la base de données européenne d’occupation biophysique des sols Corine Land Cover (CLC), est marquée par l'importance des territoires agricoles (70,7 % en 2018), une proportion sensiblement équivalente à celle de 1990 (71,1 %). La répartition détaillée en 2018 est la suivante : 
prairies (27,1 %), terres arables (23,3 %), forêts (21 %), zones agricoles hétérogènes (20,3 %), zones urbanisées (8,3 %). L'évolution de l’occupation des sols de la commune et de ses infrastructures peut être observée sur les différentes représentations cartographiques du territoire : la carte de Cassini (XVIIIe siècle), la carte d'état-major (1820-1866) et les cartes ou photos aériennes de l'IGN pour la période actuelle (1950 à aujourd'hui).

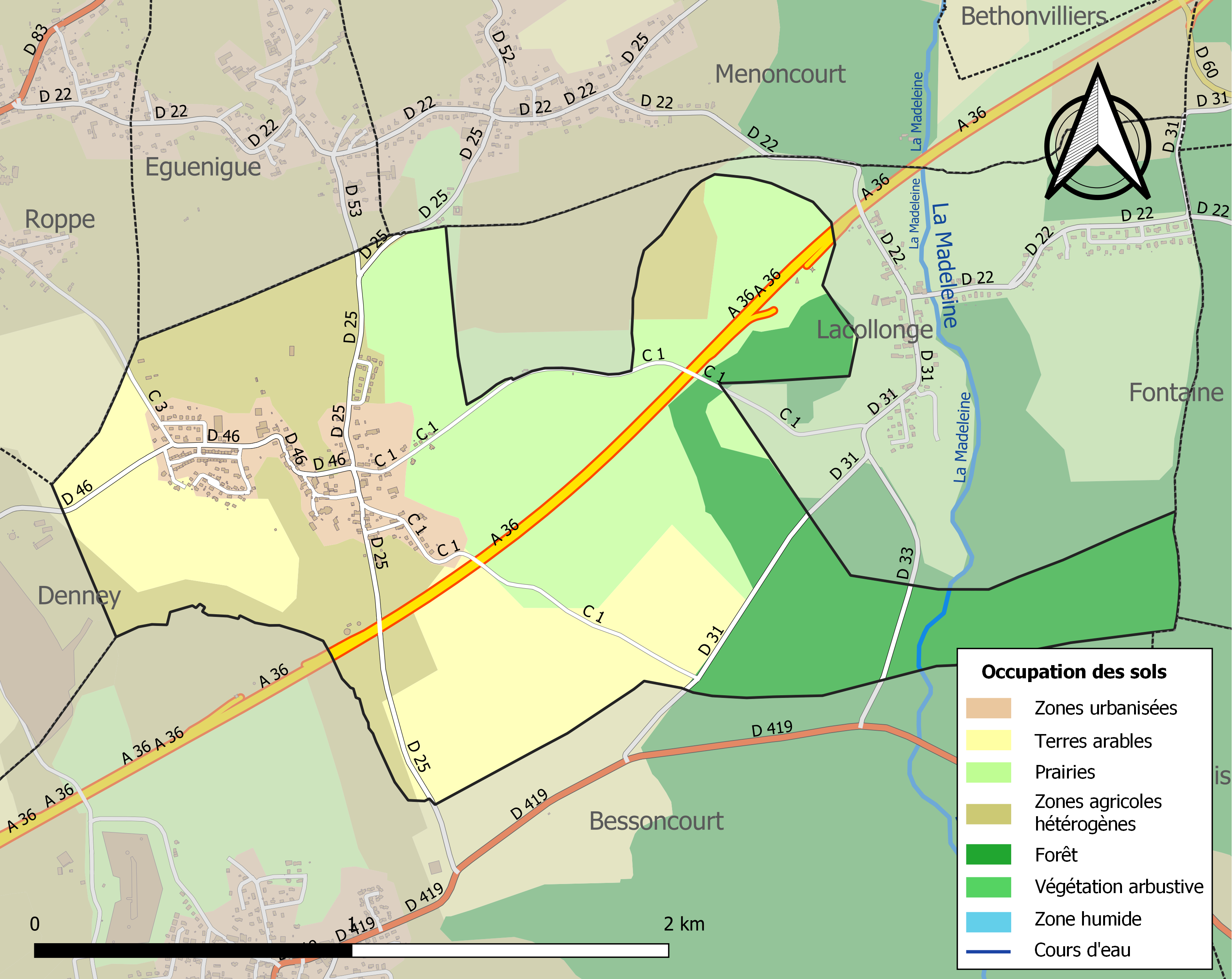
Carte des infrastructures et de l'occupation des sols de la commune en 2018 (CLC).

## Toponymie
- Pefferauga (792), Fafen (1168), Faffans (1375), Pafon (1577), Pfeffingen (1628), Phaffans (1655 & 1793).
- En allemand: Pfeffingen[13].

## Histoire
En 792, du temps de Charlemagne, l'abbaye de Murbach acquiert par voie d'échange des domaines dans le pagus (village) de Phaffans, alors constitué de huttes et chaumières, et la marche de Roppe.
Une tradition locale attribue la fondation du village à un seigneur de Rougemont-le-Château. S'étant égaré au cours d'une journée de chasse dans la sombre épaisseur de la forêt qui couvrait alors toute la région, il dut son salut à une source à laquelle venaient s'abreuver les animaux sauvages. Cette source existe toujours au village et s'appelle « Tierbrunn », fontaine des animaux. (à cette époque, la langue parlée dans le pays était un patois dérivé du haut-allemand).
Pour remercier la Providence, le seigneur fit alors ériger une chapelle auprès de cette source, laquelle avec le temps et l'implantation des populations, devint le lieu de culte des habitants des environs. La chapelle fit place par la suite à une église construite entre 1700 et 1728 qui constitue encore le centre de la paroisse de six villages : Phaffans, Denney, Roppe, Eguenigue, Menoncourt et Lacollonge. Aujourd'hui, ces villages se sont regroupés en un syndicat intercommunal de la Baroche (du latin « Parochia », paroisse).
Le presbytère, construit en 1701 par Jacques Moureau, avait une certaine importance car il a été occupé de 1770 à 1798 par Marc-Antoine Berdolet, devenu ensuite évêque du Haut-Rhin puis d'Aix-la-Chapelle. L'origine du nom de Phaffans est à rattacher à son nom allemand Pfeffingen (d'un nom d'homme germanique Pafo ou Fafo et du suffixe germanique -ing) plutôt que de l'allemand "Pfaff-" (curé) et de "Haus" (maison).
Déjà au XVIIe siècle le minerai de fer, dont est riche le sous-sol (jurassique supérieur) de Phaffans et des villages voisins (Eguenigue, Roppe...), a été exploité en carrière et à l’aide de puits-galeries pour être fondu dans les fourneaux de Belfort ou de Masevaux La production de minerai en grains contenant 30 à 40 % de fer atteint un niveau de 72 mètres cubes par mois. En 1785 une inondation fait cesser l’extraction en profondeur. Une tentative d’exploitation utilisant une machine à vapeur eut lieu au XIXe siècle mais elle se heurta à la concurrence du fer lorrain meilleur marché.
Pour sa richesse en architecture sacrée, retable du XVIIe siècle, statues, buffet d'orgues et orgues signés par le célèbre facteur d'orgues Verschneider, l'église de l'Assomption est inscrite à l'inventaire supplémentaire des Monuments Historiques.
Situé au cœur même de la porte de Bourgogne et d'Alsace, le village souffrit au cours des siècles des passages successifs de belligérants de toute nature. Le passage le plus meurtrier fut celui des troupes autrichiennes en 1815 qui brûlèrent soixante maisons sur soixante-quatre que comptait le village.
Durant la guerre de 1870, des boulets de canon endommagèrent sérieusement le clocher de l'église qui porte encore des cicatrices mal refermées. Pendant le siège, le clocher qui servait alors d'observatoire aux Prussiens, était la cible des canons français.

## Héraldique
| Blason de Phaffans | Blason  | De sinople au berger contourné de sable, habillé d'une cape et d'un capuchon du même, tenant une houlette de gueules de sa main senestre, accompagné à senestre de trois brebis dispersées d'argent, celle de la pointe buvant dans une mare d'azur mouvant de la pointe senestre ; au chef parti, les deux champs d'or à la roue de moulin de huit rais de sable sur une rivière d'azur mouvant de la pointe ; le contour de l'écu et traits de partition rehaussés d'un filet d'azur. |
| Blason de Phaffans | Détails | Le statut officiel du blason reste à déterminer. |

## Politique et administration
| Période                                  | Période     | Identité          | Étiquette | Qualité |
| ---------------------------------------- | ----------- | ----------------- | --------- | ------- |
| Les données manquantes sont à compléter. |             |                   |           |         |
| 1989                                     | 25 mai 2020 | Marc Ettwiller    |           |         |
| 25 mai 2020                              | En cours    | Christine Bainier |           |         |

Phaffans fait partie du Grand Belfort depuis 2017.

## Population et société

### Démographie
L'évolution du nombre d'habitants est connue à travers les recensements de la population effectués dans la commune depuis 1793. Pour les communes de moins de 10 000 habitants, une enquête de recensement portant sur toute la population est réalisée tous les cinq ans, les populations de référence des années intermédiaires étant quant à elles estimées par interpolation ou extrapolation. Pour la commune, le premier recensement exhaustif entrant dans le cadre du nouveau dispositif a été réalisé en 2004.

En 2022, la commune comptait 429 habitants, en évolution de −6,13 % par rapport à 2016 (Territoire de Belfort : −2,78 %, France hors Mayotte : +2,11 %).
| 1793 | 1800 | 1806 | 1821 | 1831 | 1836 | 1841 | 1846 | 1851 |
| ---- | ---- | ---- | ---- | ---- | ---- | ---- | ---- | ---- |
| 275  | 217  | 315  | 237  | 270  | 276  | 277  | 273  | 270  |

| 1856 | 1861 | 1866 | 1872 | 1876 | 1881 | 1886 | 1891 | 1896 |
| ---- | ---- | ---- | ---- | ---- | ---- | ---- | ---- | ---- |
| 241  | 240  | 224  | 230  | 232  | 207  | 207  | 198  | 200  |

| 1901 | 1906 | 1911 | 1921 | 1926 | 1931 | 1936 | 1946 | 1954 |
| ---- | ---- | ---- | ---- | ---- | ---- | ---- | ---- | ---- |
| 167  | 172  | 160  | 142  | 149  | 146  | 152  | 123  | 118  |

| 1962 | 1968 | 1975 | 1982 | 1990 | 1999 | 2004 | 2006 | 2009 |
| ---- | ---- | ---- | ---- | ---- | ---- | ---- | ---- | ---- |
| 124  | 136  | 342  | 350  | 353  | 315  | 342  | 344  | 321  |

| 2014 | 2019 | 2022 | - | - | - | - | - | - |
| ---- | ---- | ---- | - | - | - | - | - | - |
| 419  | 439  | 429  | - | - | - | - | - | - |

## Économie
Le village, de tradition essentiellement agricole a compté aussi une mine de fer, une fonderie de cloches et plusieurs moulins à eau le long de l'Autruche ,un gros ruisseau qui prend sa source au nord de Roppe.
Aujourd'hui, ne comptant plus que trois exploitations agricoles (contre 18 en 1940), Phaffans est devenu un petit bourg résidentiel.

## Lieux et monuments

L'église Notre-Dame de l'Assomption
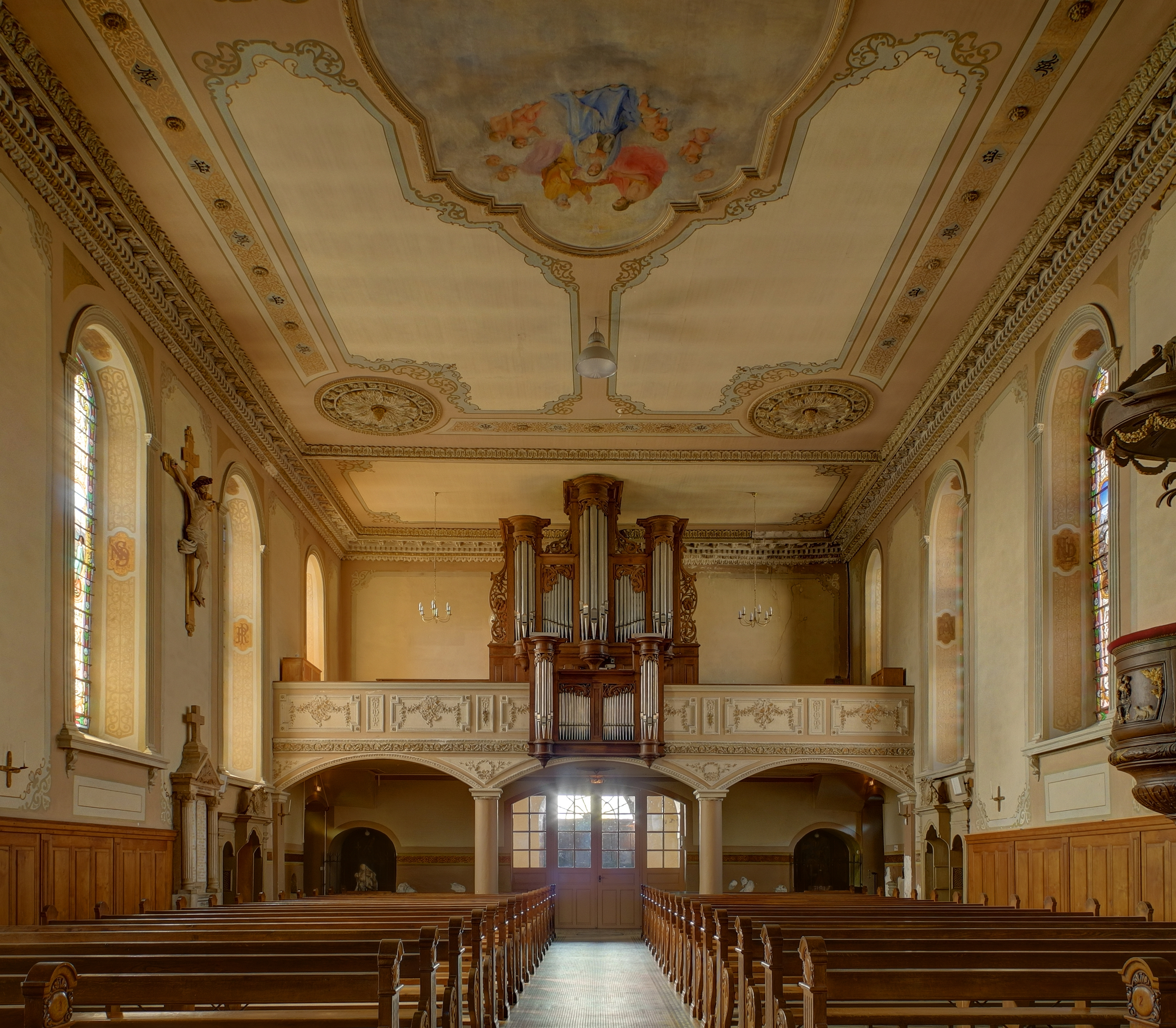
La nef et l'orgue classé.
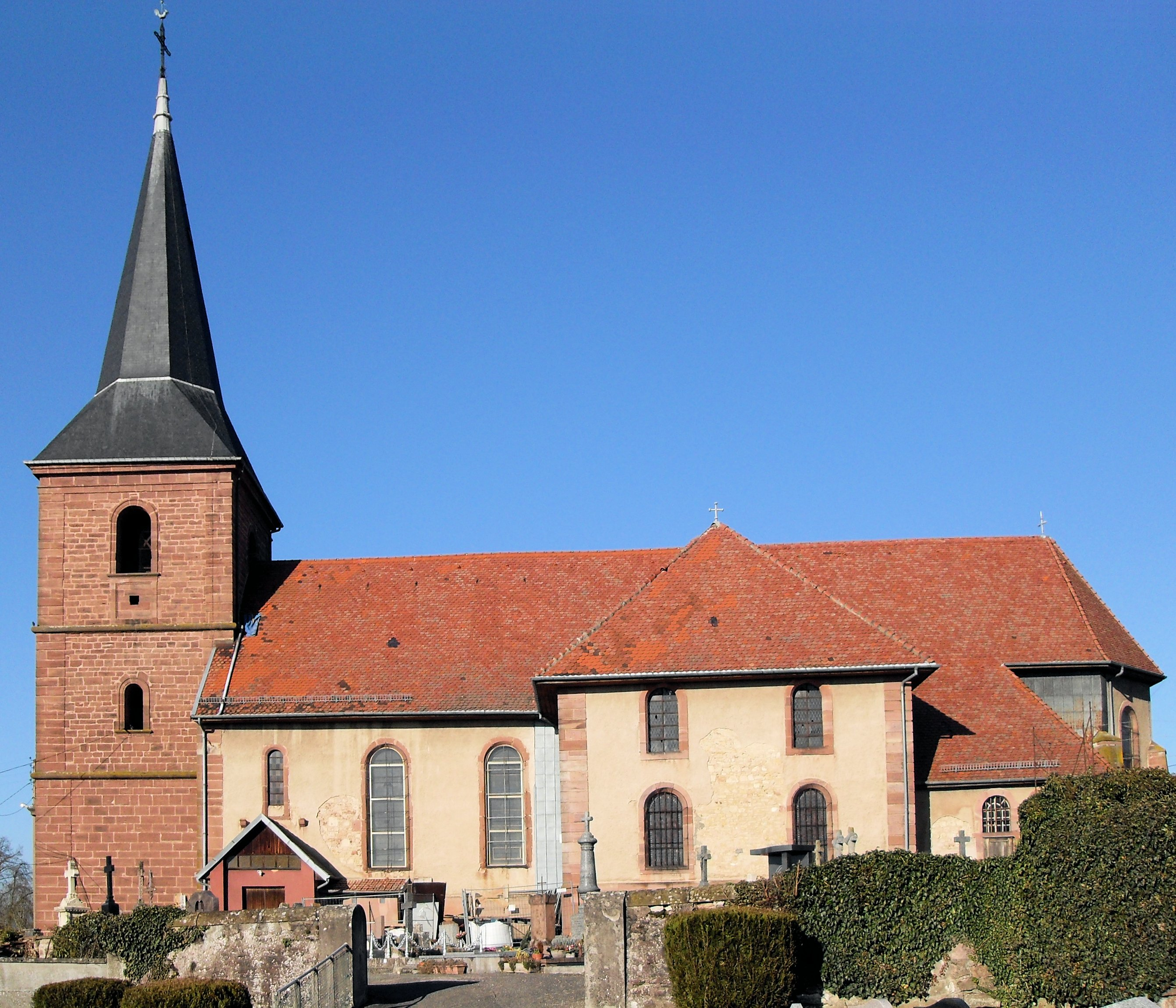
L'église vue du sud.
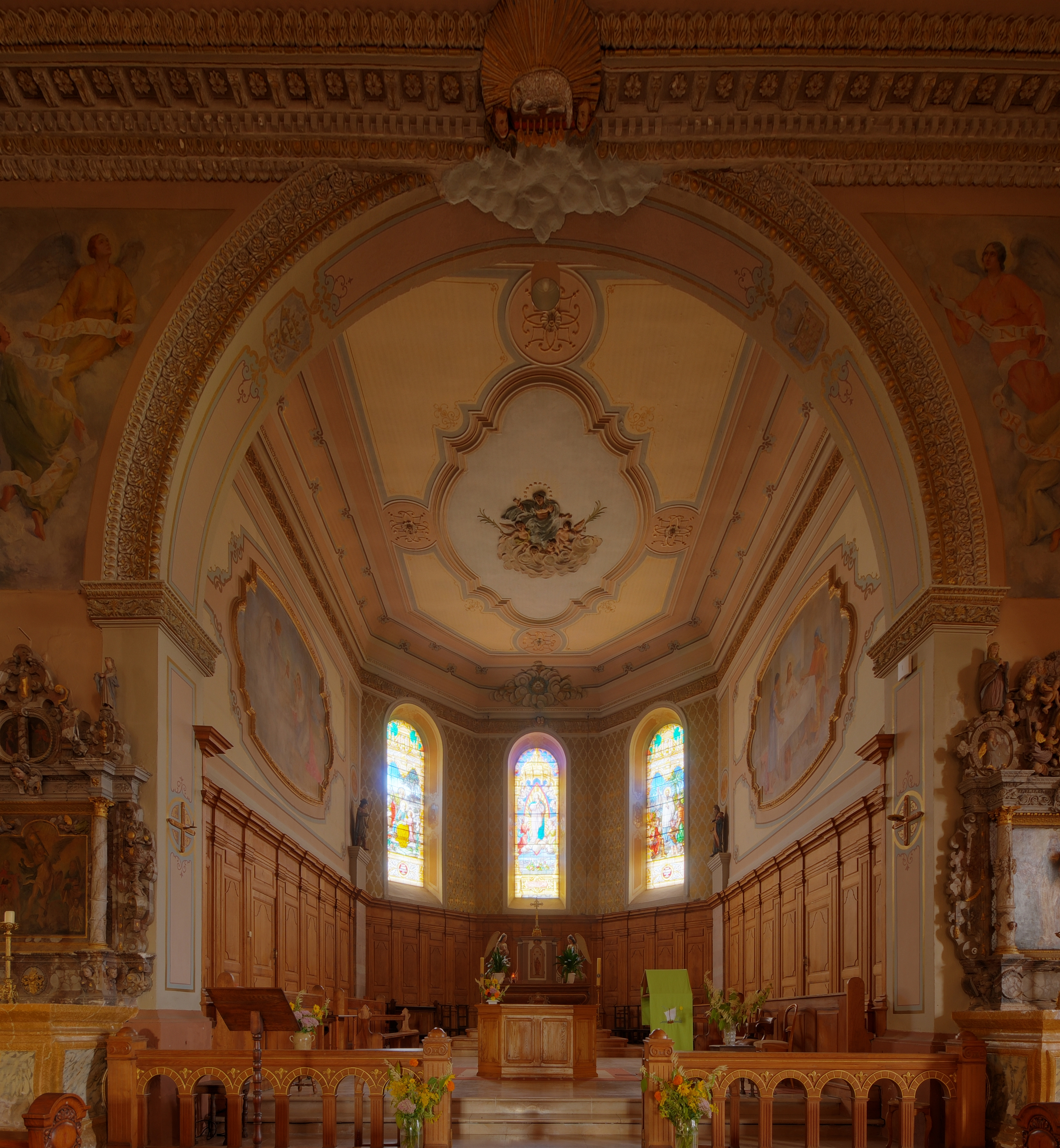
Le cœur.
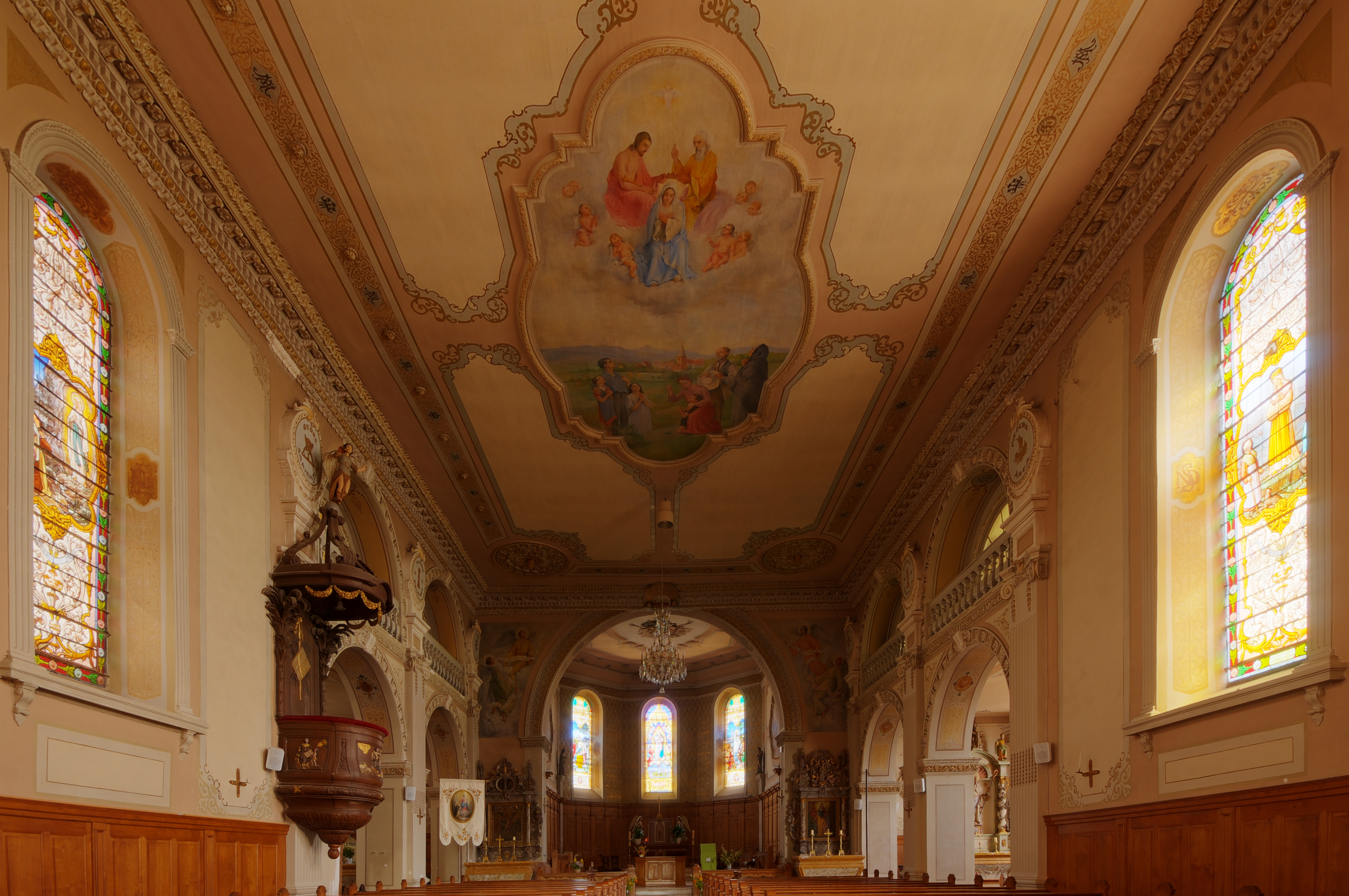
La nef.

## Pour approfondir